# Alexander Razborov
Alexandr Alexandrovitch Razborov (em russo:  Алекса́ндр Александро́вич Разбо́ров; 16 de fevereiro de 1963), mais conhecido como Sasha Razborov, é um matemático e teórico computacional russo.
Foi palestrante convidado do Congresso Internacional de Matemáticos em Berkeley (1986: Lower bounds for monotone complexity of boolean functions).

## Publicações
- Razborov, A. A. (1985). «Lower bounds for the monotone complexity of some Boolean functions» (PDF). Soviet Mathematics Doklady. 31: 354–357
- Razborov, A. A. (1985). «Lower bounds on monotone complexity of the logical permanent». Mathematical Notes of the Academy of Sciences of the USSR (PDF). 37 (6): 485–493. doi:10.1007/BF01157687
- Разборов, Александр Александрович (1987). О системах уравнений в свободной группе (PDF) (em russo). [S.l.]: Московский государственный университет (PhD thesis. 32.56MB)
- Razborov, A. A. (1987). «Lower bounds on the size of bounded depth circuits over a complete basis with logical addition». Mathematical Notes of the Academy of Sciences of the USSR (PDF). 41 (4): 333–338. doi:10.1007/BF01137685
- Razborov, Alexander A. (1989). «On the method of approximations» (PDF. 1.41MB). Proceedings of the 21st Annual ACM Symposium on the Theory of Computing. Seattle, Washington, United States. pp. 167–176. doi:10.1145/73007.73023
- Razborov, A. A. (1990). «Lower bounds of the complexity of symmetric boolean functions of contact-rectifier circuits». Mathematical Notes of the Academy of Sciences of the USSR (PDF). 48 (6): 1226–1234. doi:10.1007/BF01240265
- Razborov, Alexander A.; Rudich, Stephen (1994). «Natural proofs» (PostScript). Proceedings of the 26th Annual ACM Symposium on the Theory of Computing. Montreal, Quebec, Canada. pp. 204–213. doi:10.1145/195058.195134
- Razborov, Alexander A. (1998). «Lower Bounds for the Polynomial Calculus» (PostScript). Computational Complexity. 7 (4): 291–324. doi:10.1007/s000370050013
- Razborov, Alexander A. (2003). «Propositional proof complexity» (PostScript). Journal of the ACM. 50 (1): 80–82. doi:10.1145/602382.602406 (Survey paper for  JACM's 50th anniversary)